# Aéroport de Saint-Pierre-Pierrefonds

Logo du syndicat mixte de Pierrefonds, qui gère l'aéroport.

Ne doit pas être confondu avec Aéroport de Saint-Pierre Pointe-Blanche.
Pour les articles homonymes, voir Pierrefonds.
L'aéroport de Saint-Pierre Pierrefonds (code IATA : ZSE • code OACI : FMEP) est un petit aéroport de l'île de La Réunion ouvert au trafic commercial en 1999.
Situé sur le territoire communal de Saint-Pierre, il dispose d'une piste capable d'accueillir des appareils court et moyen courriers et, depuis 2006, long courriers (Boeing 737, Airbus A320, ATR-72, Airbus A330neo).
Il est géré par le syndicat mixte de Pierrefonds.

## Situation
| Saint-Denis Saint-Pierre |

| Tahiti Bora Bora Cayenne Pointe à Pitre Fort de France Moorea Nouméa · Magenta Nouméa · La Tontouta Wallis La Réunion · St Denis Saint-Pierre · Pierrefonds Mayotte St Martin-Espérance |

## Infrastructure
- Dans la zone avion, l'unique piste a été agrandie et élargie en 2006 : elle mesure désormais 2 100 m de longueur sur 45 m de largeur, son orientation est 15/33, la piste est faite en asphalte, l'aéroport possède 5 postes parking avion sans passerelle dont un pour gros porteur, et 4 pour petit et moyen porteur, de 4 postes de parking hélicoptère et d'une zone militaire pouvant accueillir deux avions de type Transall. L'aéroport dispose également de zones de stationnement pour aviation légère[1].
- La zone fret dispose d'un dépôt d'un volume de 50 m3 pour des marchandises prêtes à l'export.
- La zone passagers dispose d'un terminal d'environ 2 500 m2 pouvant accueillir jusqu’à 500 000 passagers par an[2].
- La zone technique dispose d'une caserne de 770 m2 avec deux véhicules à l'intérieur.

## Trafic
L'aéroport réalise l'essentiel de son trafic avec des destinations de l'océan Indien : l'Afrique du Sud, Maurice, Mayotte et Rodrigues. Il accueille une centaine de milliers de passagers par an. En 2004, il a absorbé 17,3 % du trafic aérien total entre La Réunion et l'île Maurice : 75 346 passagers y sont passés pour se déplacer entre les deux îles.
Pour des raisons techniques, il est temporairement impossible d'afficher le graphique qui aurait dû être présenté ici.

Voir la requête brute et les sources sur Wikidata.
| Année | Nombre de passagers | Mouvements |
| ----- | ------------------- | ---------- |
| 2008  | 127 674             | 31 358     |
| 2009  | 126 651             | 27 585     |
| 2010  | 119 477             | 28 628     |
| 2011  | 108 078             | 27 318     |
| 2012  | 95 774              | 20 398     |
| 2013  | 82 748              | 23 713     |
| 2014  | 71 625              | 26 359     |
| 2015  | 79 462              | 28 050     |
| 2016  | 83 323              | 25 796     |
| 2017  | 100 804             | 34 073     |
| 2018  | 98 194              | 42 759     |
| 2019  | 99 120              | 45 140     |
| 2020  | 23 927              | 23 769     |
| 2021  | 433                 | 32 086     |
| 2022  | 10 837              | 31 067     |

## Compagnies et destinations
| Compagnies           | Destinations                      |
| -------------------- | --------------------------------- |
| Air Austral          | Maurice-Sir Seewoosagur Ramgoolam |
|                      |                                   |
| Amelia International | Dzaoudzi-M. Henry                 |

Edité le 03 /10/2023
La compagnie aérienne comorienne Int'Air Îles souhaitait ouvrir une ligne Moroni - Saint-Pierre-Pierrefonds. Cependant, la DGAC refusa l'ouverture de la ligne, expliquant qu'il s'agissait d'un cabotage.
La compagnie Air Austral dessert deux fois par semaine l’aéroport international Sir-Seewoosagur-Ramgoolam.

## Centrale photovoltaïque
Une centrale solaire photovoltaïque est installée sur une zone de près de 10 ha sans emploi aéronautique de l'emprise aéroportuaire. Elle comporte près de 20 000 modules photovoltaïques et des unités de stockage, sa puissance est de 7 MW.